# Microregione di Aglomeração Urbana de São Luís
Aglomeração Urbana de São Luís è una microregione dello Stato del Maranhão in Brasile, appartenente alla mesoregione di Norte Maranhense.

## Comuni
Comprende 4 comuni:
- Paço do Lumiar
- Raposa
- São José de Ribamar
- São Luís